# 慈善紀事報
《慈善紀事報》（英語：The Chronicle of Philanthropy）是一家總部位於美國華盛頓特區的雙週刊新聞報紙，一年共出版18期。主要報導與慈善相關的新聞。1988年由Stacy Palmer創立。現由出版《高等教育紀事報》的高等教育紀事報有限公司負責出版。

## 其他
慈善紀事報負責每年出版400大慈善組織排名和50大慈善家排名。

## 外部連結
- The Chronicle of Philanthropy website （页面存档备份，存于）
- 慈善紀事報的X（前Twitter）
- Downloadable List of Philanthropy 400 Organizations （页面存档备份，存于）